# 关圣帝君出游盛会
恭迎关圣帝君出游盛会（越南语：／*/?），另译关圣帝君出游盛会或关圣帝君出游庙会
，是越南藩切华人的节日。这个传统节日体现了华人的风俗和信仰，祈求国家和平繁荣、风调雨顺、生活安宁、幸福美满。
按照传统，恭迎关圣帝君出游盛会每隔两年的农历七月祈安日（公历为双数年）由藩切市关帝庙理事会举办。通常举行活动的主要场所是藩切市德义坊的关帝庙。